# Wodorek litu
Wodorek litu, LiH – nieorganiczny związek chemiczny litu z grupy wodorków. W temperaturze pokojowej jest bezbarwnym, krystalicznym ciałem stałym, spotykany w handlu ma kolor lekko szary.
Wodorek litu otrzymuje się w bezpośredniej reakcji litu z wodorem:
2Li + H
2 → 2LiH

## Zastosowanie
Wodorek litu znajduje zastosowanie jako środek osuszający, jako prekursor do syntezy tetrahydroglinianu litu, w generatorach wodoru i in.
Jest silnym reduktorem. Redukuje np. aldehyd mrówkowy do metanolu:
CH
2O + LiH + H
2O → CH
3OH + LiOH
Łatwo reaguje z wodą, w wyniku czego powstaje wodorotlenek litu i wodór:
LiH + H
2O → LiOH + H
2